# Röllshausen
Röllshausen ist der nach Einwohnerzahl zweitgrößte Ortsteil der Gemeinde Schrecksbach im nordhessischen Schwalm-Eder-Kreis.

## Geographie
Der Ort liegt am Westrand der Aueniederung der Schwalm. Zum Ort gehört auch die etwa 3 km östlich gelegene Gehöftgruppe Röllhausen. Östlich des Ortes verläuft die Bundesstraße 254.

## Ortsgeschichte

### Mittelalter
Erstmals urkundlich erwähnt wurde soweit bekannt das Dorf im Jahre 1223, als der Ritter Ludwig von Schönberg im Tausch von der Propstei Neuenberg Besitz in „Regilhusen“ erwarb. Röllshausen war Sitz des Gerichts Röllshausen.
Propst Eckehard  und der Konvent der Propstei Neuenberg verpachteten am 29. Juni 1264 dem Kloster Haina gegen eine jährliche Abgabe von 6 Pfund fuldischer Pfennige – je 3 zu Mariae Lichtmeß und Johannistag und 3 Pfund Wachs für das Neuenberger Kustosamt ihre sämtlichen Güter zu Sconenberg, „Reyleshusen“,  Udorph und Leusel (Lutzela) mit allem Zubehör an Leuten, Höfen, Wäldern, Äckern usw., ausgenommen den Patronat der Kirche zu Schönberg und ein von der Abtei Fulda rührendes Lehen.

### Neuzeit
Die evangelische Kirche, von 1722 bis 1724 von L. Gruber errichtet, ist ein Saalbau mit dreiseitigem Schluss und eingestelltem Turm. Die Ausstattung stammt aus der Bauzeit. Im zentralen Fenster hinter dem Altar befindet sich eine Glasmalerei mit der Kreuzigung Christi zwischen Maria und Johannes, um 1900 von der Marburger Werkstatt K.J. Schultz und Söhne geschaffen. Aus der gleichen Zeit stammt die 1896/97 von C. Euler geschaffene Orgel, deren Werk 1960 verändert wurde.
Hessische Gebietsreform (1970–1977)
Zum 1. Januar 1974 wurde die bis dahin selbständige Gemeinde Röllshausen mit den zugehörigen Weilern Schönberg und Trockenbach, im Zuge der Gebietsreform in Hessen kraft Landesgesetz, in die Gemeinde Schrecksbach eingegliedert. Für Röllshausen wurde ein Ortsbezirk mit Ortsbeirat und Ortsvorsteher nach der Hessischen Gemeindeordnung eingerichtet.

### Verwaltungsgeschichte im Überblick
Die folgende Liste zeigt die Staaten und Verwaltungseinheiten, denen Röllshausen angehört(e):
- vor 1277: Heiliges Römisches Reich, Vogtei und Gericht Röllshausen als fuldisches Lehen der Grafschaft Ziegenhain
- vor 1580: Heiliges Römisches Reich, Vogtei und Gericht zeitweise adliger Besitz
- ab 1580: Heiliges Römisches Reich, Landgrafschaft Hessen-Marburg, Amt Neukirchen[11]
- 1604–1648: Heiliges Römisches Reich, strittig zwischen Landgrafschaft Hessen-Darmstadt und Landgrafschaft Hessen-Kassel (Hessenkrieg)
- ab 1604: Heiliges Römisches Reich (bis 1806), Landgrafschaft Hessen-Kassel, Amt Neukirchen
- ab 1806: Landgrafschaft Hessen-Kassel, Grafschaft Ziegenhain, Amt Neukirchen
- 1807–1813: Königreich Westphalen, Departement der Werra, Distrikt Marburg, Kanton Neukirchen
- ab 1815: Kurfürstentum Hessen, Grafschaft Ziegenhain, Amt Neukirchen[12]
- ab 1821/22: Kurfürstentum Hessen, Provinz Oberhessen, Kreis Ziegenhain[13][Anm. 2]
- ab 1848: Kurfürstentum Hessen, Bezirk Fritzlar
- ab 1851: Kurfürstentum Hessen, Provinz Oberhessen, Kreis Ziegenhain
- ab 1867: Königreich Preußen, Provinz Hessen-Nassau, Regierungsbezirk Kassel, Kreis Ziegenhain
- ab 1871: Deutsches Reich, Königreich Preußen, Provinz Hessen-Nassau, Regierungsbezirk Kassel, Kreis Ziegenhain
- ab 1918: Deutsches Reich, Freistaat Preußen, Provinz Hessen-Nassau, Regierungsbezirk Kassel, Kreis Ziegenhain
- ab 1944: Deutsches Reich, Freistaat Preußen, Provinz Kurhessen, Landkreis Ziegenhain
- ab 1945: Deutsches Reich, Amerikanische Besatzungszone, Groß-Hessen, Regierungsbezirk Kassel, Landkreis Ziegenhain
- ab 1946: Deutsches Reich, Amerikanische Besatzungszone, Hessen, Regierungsbezirk Kassel, Landkreis Ziegenhain
- ab 1949: Bundesrepublik Deutschland, Hessen, Regierungsbezirk Kassel, Landkreis Ziegenhain
- ab 1972: Bundesrepublik Deutschland, Hessen, Regierungsbezirk Kassel, Landkreis Ziegenhain
- ab 1974: Bundesrepublik Deutschland, Hessen, Regierungsbezirk Kassel, Schwalm-Eder-Kreis, Gemeinde Schrecksbach

## Bevölkerung

### Einwohnerstruktur 2011
Nach den Erhebungen des Zensus 2011 lebten am Stichtag, dem 9. Mai 2011, in Röllshausen 1188 Einwohner. Darunter waren 6 (0,5 %) Ausländer.
Nach dem Lebensalter waren 195 Einwohner unter 18 Jahren, 465 zwischen 18 und 49, 270 zwischen 50 und 64 und 258 Einwohner waren älter. Die Einwohner lebten in 462 Haushalten. Davon waren 120 Singlehaushalte, 108 Paare ohne Kinder und 186 Paare mit Kindern, sowie 56 Alleinerziehende und 3 Wohngemeinschaften. In 72 Haushalten lebten ausschließlich Senioren und in 318 Haushaltungen lebten keine Senioren.

### Einwohnerentwicklung
| Quelle: Historisches Ortslexikon |                                             |
| • 1585:                          | 65 Hausgesesse                              |
| • 1639:                          | 34 Männer, 11 Witwen                        |
| • 1681:                          | 52 Hausgesesse, 7 Ausschuss, 1 Junggesellen |
| • 1747:                          | 79 Feuerstellen                             |

| Röllshausen: Einwohnerzahlen von 1834 bis 2019 | Röllshausen: Einwohnerzahlen von 1834 bis 2019 | Röllshausen: Einwohnerzahlen von 1834 bis 2019 | Röllshausen: Einwohnerzahlen von 1834 bis 2019 | Röllshausen: Einwohnerzahlen von 1834 bis 2019 |
| --- | ---------------------------------------------- | ---------------------------------------------- | ---------------------------------------------- | ---------------------------------------------- |
| Jahr |                                                |                                                |                                                | Einwohner                                      |
| 1834 | 1834                                           |                                                | 734                                            | 734                                            |
| 1840 | 1840                                           |                                                | 771                                            | 771                                            |
| 1846 | 1846                                           |                                                | 780                                            | 780                                            |
| 1852 | 1852                                           |                                                | 758                                            | 758                                            |
| 1858 | 1858                                           |                                                | 752                                            | 752                                            |
| 1864 | 1864                                           |                                                | 785                                            | 785                                            |
| 1871 | 1871                                           |                                                | 806                                            | 806                                            |
| 1875 | 1875                                           |                                                | 733                                            | 733                                            |
| 1885 | 1885                                           |                                                | 723                                            | 723                                            |
| 1895 | 1895                                           |                                                | 729                                            | 729                                            |
| 1905 | 1905                                           |                                                | 812                                            | 812                                            |
| 1910 | 1910                                           |                                                | 817                                            | 817                                            |
| 1925 | 1925                                           |                                                | 899                                            | 899                                            |
| 1939 | 1939                                           |                                                | 926                                            | 926                                            |
| 1946 | 1946                                           |                                                | 1.384                                          | 1.384                                          |
| 1950 | 1950                                           |                                                | 1.391                                          | 1.391                                          |
| 1956 | 1956                                           |                                                | 1.179                                          | 1.179                                          |
| 1961 | 1961                                           |                                                | 1.187                                          | 1.187                                          |
| 1967 | 1967                                           |                                                | 1.166                                          | 1.166                                          |
| 1980 | 1980                                           |                                                | ?                                              | ?                                              |
| 1990 | 1990                                           |                                                | ?                                              | ?                                              |
| 2000 | 2000                                           |                                                | ?                                              | ?                                              |
| 2011 | 2011                                           |                                                | 1.188                                          | 1.188                                          |
| 2019 | 2019                                           |                                                | 833                                            | 833                                            |
| Datenquelle: Historisches Gemeindeverzeichnis für Hessen: Die Bevölkerung der Gemeinden 1834 bis 1967. Wiesbaden: Hessisches Statistisches Landesamt, 1968. Weitere Quellen: LAGIS; Zensus 2011; Gemeinde Schrecksbach: |                                                |                                                |                                                |                                                |

### Historische Religionszugehörigkeit
| Quelle: Historisches Ortslexikon |                                                                       |
| • 1861:                          | 026 evangelisch-reformierte, 224 evangelisch-lutherische Einwohner    |
| • 1881:                          | 750 evangelische, 17 jüdische Einwohner                               |
| • 1885:                          | 723 evangelische (= 100 %) Einwohner                                  |
| • 1961:                          | 1027 evangelische (= 86,52 %), 1027 katholische (= 12,81 %) Einwohner |

### Historische Erwerbstätigkeit
| Quelle: Historisches Ortslexikon | |
| • 1838:                          | Familien: 48 Ackerbau, 45 Gewerbe, 46 Tagelöhner.                                                                                     |
| • 1961:                          | Erwerbspersonen: 245 Land- und Forstwirtschaft, 214 produzierendes Gewerbe, 34 Handel und Verkehr, 49 Dienstleistungen und Sonstiges. |

## Politik
Für Röllshausen besteht ein Ortsbezirk (Gebiete der ehemaligen Gemeinde Holzburg mit den Ortsteilen Schönberg und Trockenbach) mit Ortsbeirat und Ortsvorsteher nach der Hessischen Gemeindeordnung. Der Ortsbeirat besteht aus sieben Mitgliedern.
Bei den Kommunalwahlen in Hessen 2021 betrug die Wahlbeteiligung zum Ortsbeirat Röllshausen 55,18 %. Es erhielten die SPD mit 45,10 % der Stimmen drei Sitze, die CDU mit 13,15 % einen Sitz und die „Unabhängige Wählergemeinschaft Schrecksbach“ (UWG) mit 41,74 % drei Sitze. Der Ortsbeirat wählte Bernd Helmbold (UWG) zum Ortsvorsteher.